# Ermita de la Virgen de Loreto (Adzaneta)

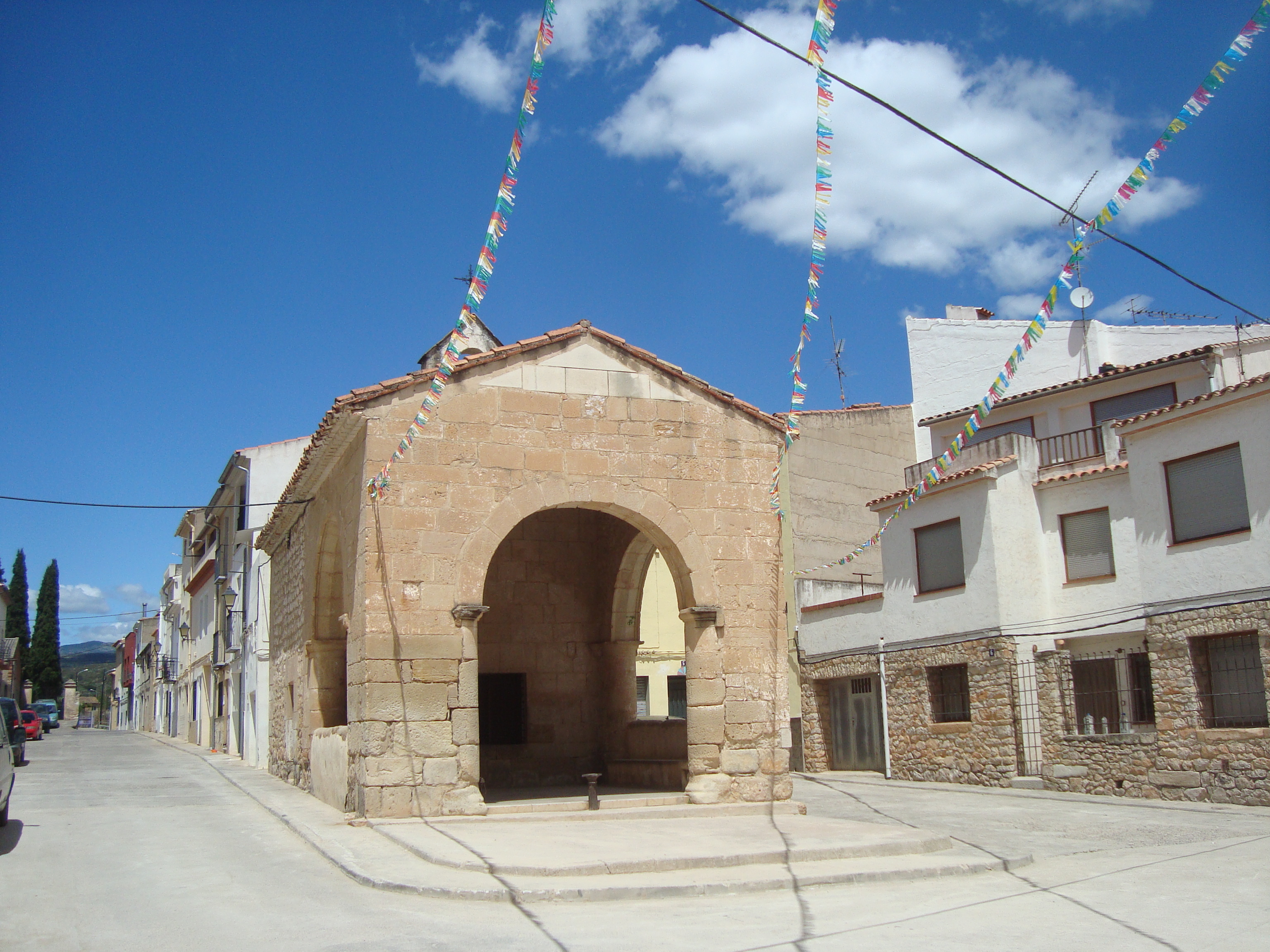
Ermita de la Virgen de Loreto (Atzeneta del Maestrat).

La Ermita de la Virgen de Loreto es un edificio religioso que se encuentra en la confluencia de la Plaza de Loreto y la calle del Calvario de Adzaneta (Castellón).
Está reconocida como Bien de Relevancia Local según la Disposición Adicional Quinta de la Ley 5/2007, de 9 de febrero, de la Generalitat, de modificación de la Ley 4/1998, de 11 de junio, del Patrimonio Cultural Valenciano (DOCV Núm. 5.449 / 13/02/2007), presentando como código identificador el 12.04.001-005.

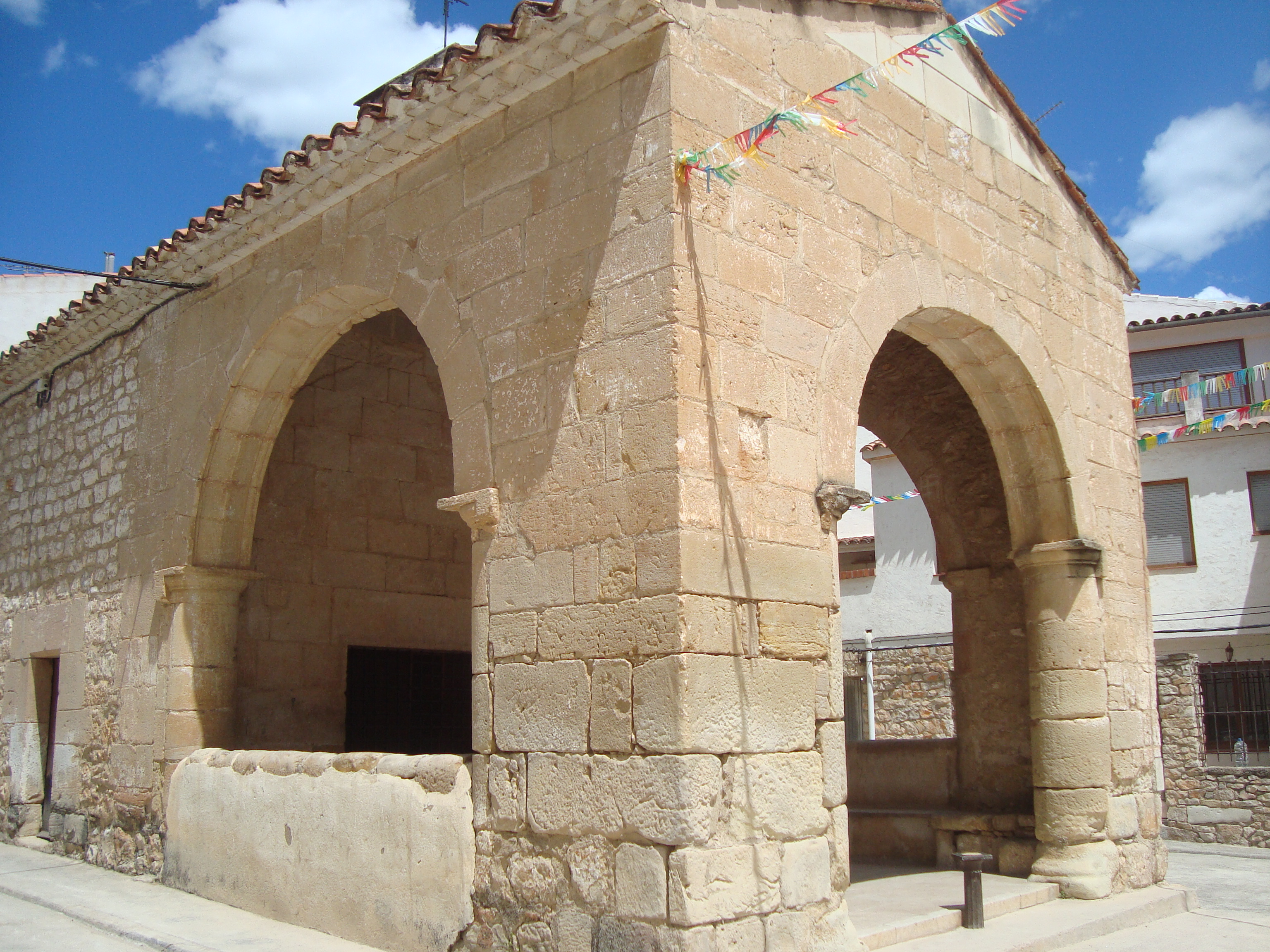
Ermita de Loreto (Atzeneta del Maestrat).

## Descripción histórico-artística
La Ermita de la Virgen de Loreto data del siglo XVII, en concreto del año 1602, pese a que en su parte externa pueden verse dos puertas de madera enmarcados en sillares labrados, que pueden datarse con anterioridad, una de ellas es de 1596.
Existe documentación que acredita que en ese lugar se veneraba a la Virgen ya en 1628.
Se trata de una ermita situada dentro del núcleo urbano de Adzaneta, y enfrente de ella se puede observar el conocido como “Peiró de Loreto”. Se trata de un humilladero, esbelta columna de piedra sita, en este caso concreto,  sobre una grada de tres escalones  con zócalos circulares, en el cual se suele colocar alguna imagen de Cristo o de Nuestra Señora, en ocasiones incluso de santos o simplemente de la Santa Cruz, como debió ser el caso del peiró de Loreto, pero la Cruz se perdió durante la guerra del 36. Normalmente se ubican en los caminos y eran lugares de oración para los caminantes que los transitaban, dado que la ermita se debió encontrar, cuando se construyó en una de las entradas al núcleo poblacional, el peiró se encontraría en el momento de su construcción en una de las entradas al pueblo.

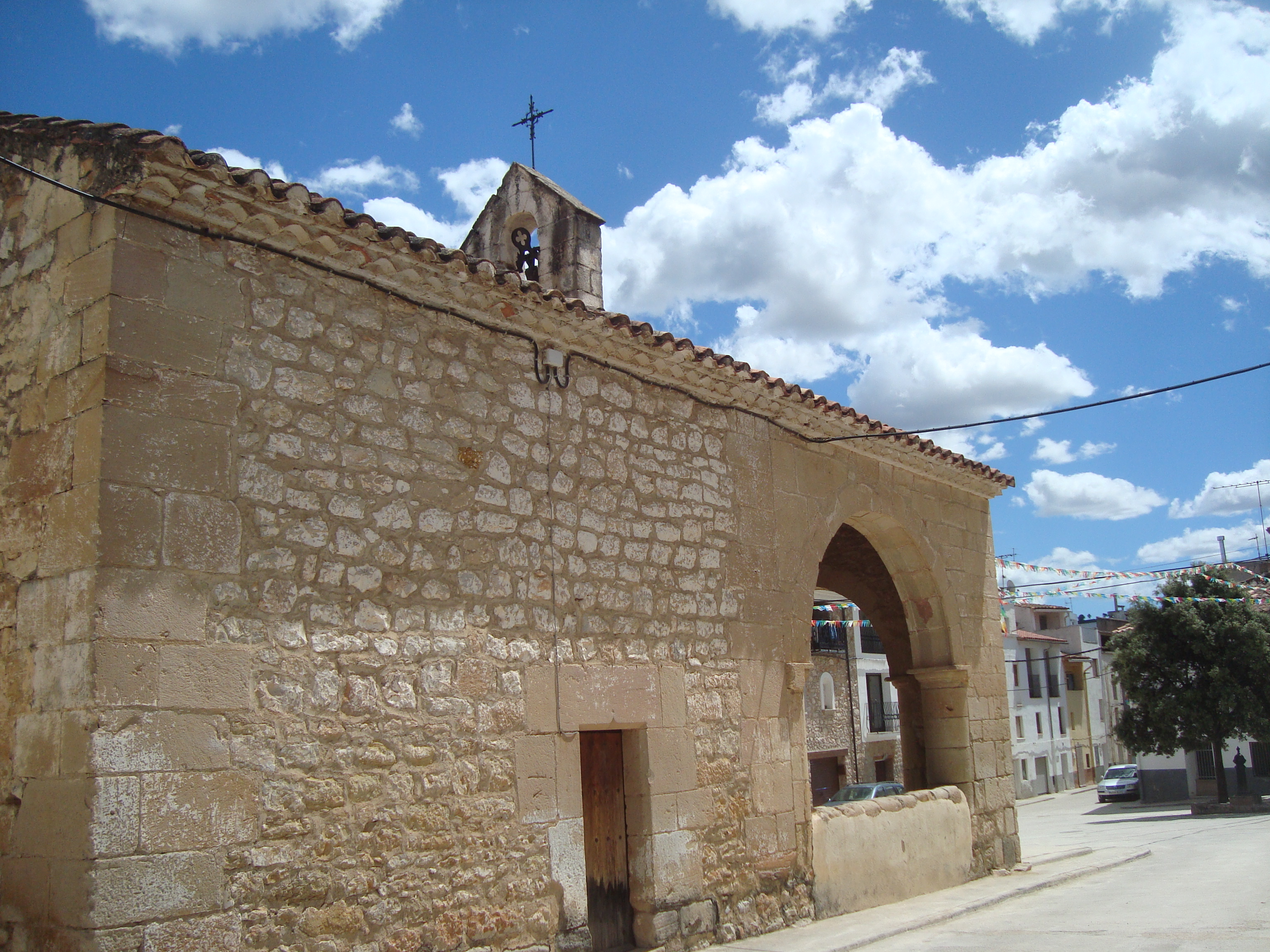
Ermita de Loreto (Atzeneta del Maestrat).

La ermita es un pequeño templo de dos cuerpos con una única cubierta de tejas árabes a dos aguas. Su construcción está hecha en mampostería, y cuenta con un pórtico formado por arcos de medio punto en tres de sus caras, aunque en la actualidad solo es utilizable el central al haberse cerrado los laterales para construir un asiento corrido en su parte interior. A este pórtico o atrio abre la fachada de la ermita una ventana con rejas, mientras que las puertas de acceso al recinto sagrado se sitúan lateralmente en cada uno de los paramentos, siendo estas puertas pequeñas y enmarcadas por sillares.
La ermita presenta una espadaña situada sobre el muro central, en un caballete del tejado justo en el lugar de confluencia del templo y el pórtico, que dispone de una única campana, llamada “Loreto” y  datada en 1961.
Respecto a su interior, destaca por estar totalmente pintado en blanco, pudiéndose observar una bóveda de crucería,  con clave decorada en forma de querubín de piedra y una pila de agua bendita de alabastro.